# Dar Chaoui
Dar Chaoui (franska: Dar Chaoui (CR), Dar Chaoui (Commune Rurale), arabiska: جبل لحبيب) är en kommun i Marocko.   Den ligger i prefekturen Tanger-Assilah och regionen Tanger-Tétouan-Al Hoceïma, i den norra delen av landet, 200 km nordost om huvudstaden Rabat. Antalet invånare är 3 071.